# Tang Baiqiao

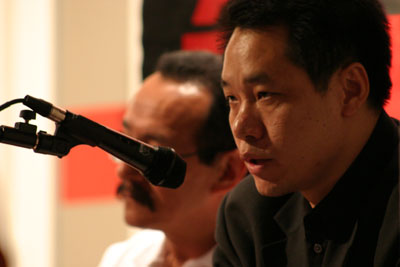
Tang Baiqiao

Tang Baiqiao (Chinesisch: 唐柏桥, * 11. August 1967 in der Provinz Hunan in China), sein Name wird manchmal als Tang Boqiao geschrieben. Er ist chinesischer politischer Dissident, langjähriger Aktivist und ehemaliger Studentenführer während der Demokratiebewegung 1989. Nach dem Vorfall auf dem Platz des Himmlischen Friedens, bekannt als Tian’anmen-Massaker, konnte Tang Agenten der Kommunistischen Partei Chinas entfliehen, wurde jedoch in der Stadt Jiangmen verhaftet, angeklagt ein Konterrevolutionär zu sein und zu einer Gefängnisstrafe verurteilt. Nach seiner Freilassung floh er nach Hongkong und erhielt 1992 als politischer Flüchtling in den Vereinigten Staaten Asyl.
Tang lebt in New York City und ist Vorsitzender der China Peace and Democracy Federation. Er verfasste mit Robin Munro von der Universität London den Bericht Anthems of Defeat: Crackdown in the Provinz Hunan 1989–1992, der durch Human Rights Watch veröffentlicht wurde. Tang absolvierte 2003 von der Columbia University in New York mit einem Mastergrad in internationalen Angelegenheiten. Er verfasste zahlreiche Artikel in Publikationen, wie das Journal of the School of International and Public Affairs der Columbia University, Secret China, Liberty Times, Open Magazine und Epoch Times. Tang war auch Sonderkommentator für Radio Free Asia, New Tang Dynasty Television und andere Programme. Er wird häufig von nationalen und internationalen Medien interviewt, darunter ABC, NBC, die BBC, die New York Times, die Washington Post, das Wall Street Journal, Newsweek und andere.

## Ankunft in USA
Tang Baiqiao kam im April 1992 in die Vereinigten Staaten. Im Juni 1992 gab er bei einer Pressekonferenz in Washington, D.C. die Existenz einer Untergrundgruppe namens All-China People's Autonomous Federation bekannt. Tang sagte, dass die Föderation zu der Zeit in der Volksrepublik China tätig sei und vorwiegend aus ehemaligen Studenten bestehe, die bei den Protesten auf dem Tiananmen-Platz 1989 teilgenommen hatten. Tang nannte sich den „Auslandssprecher“ der Gruppe. Er weigerte sich, Namen von Mitgliedern der Gruppe preiszugeben, aus Angst vor Repressalien durch die Kommunistische Partei Chinas. Die Existenz der Föderation wurde von Dr. Robin Munro bestätigt, der die Gruppe als „umfangreich und gut organisiert“ bezeichnet haben soll.
Mitarbeiter der Asia-Watch, einer Abteilung des Human Rights Watch, sagten, dass Tang die Hauptarbeit bei Recherchen für eine Publikation mit dem Titel Anthems of Defeat: Crackdown in Hunan Province 1989–1992 leisten würde. Das Buch beschreibt ausführlich einige der härtesten Strafen und Menschenrechtsgräueltaten, die von der Kommunistischen Partei Chinas im Anschluss an die Proteste auf dem Platz des Himmlischen Friedens ausgeteilt wurden. Darunter befanden sich Gelöbnisse von drei chinesischen Dissidenten, die zu lebenslanger Haft verurteilt worden waren, weil sie in Verbindung mit Studentenprotesten während der Demokratiebewegung von 1989, Farbe auf ein Bild von Mao Zedong geschleudert hatten.

## Fortsetzung des Aktivismus
Seit seiner Flucht aus China blieb Tang Baiqiao bei der Pro-Demokratie-Bewegung aktiv. Er forderte eine Neubewertung der Menschenrechtspolitik Chinas (einschließlich der Anzahl tatsächlicher Opfer, die beim Tian’anmen-Massaker entstanden waren) und eine Untersuchung der Verfolgung von Falun Gong weltweit. Tang forderte auch Unterstützung für die Bemühungen des Dalai Lama, eine Änderung für Tibet zu verhandeln und ein Ende der Kommunistischen Partei Chinas. Erst im Jahr 2007 behauptete Tang, dass viele chinesische Studenten und Gelehrtenverbände tatsächlich von der Kommunistischen Partei Chinas finanziert werden und als Spione fungieren würden.
In einem Interview im August 2009 sagte Tang gegenüber der Epoch Times: „Ich widersetze mich der Gewalt der kommunistischen Partei nicht nur für mich selbst, sondern für alle Dissidenten, Falun-Gong-Praktizierende … alle Menschen dieses Landes, die frei sein wollen, jedermann hat Redefreiheit und sollte seine oder ihre Ansichten äußern können.“
Tang ist häufig Sonderkommentator bei New Tang Dynasty Television. Er ist Sprecher und Amtsträger für die China-Interimregierung. Seine Artikel sind unter anderen erschienen im Journal of International Affairs und Pekinger Frühling.

## Rückblick auf den Tiananmen-Platz
Im Jahr 1999, in einem Interview mit Human Rights Watch, sagte Tang, dass: „Die Demokratiebewegung und die Bekämpfung am 4. Juni 1989, jede bedeutungsvolle Bewegung in Richtung eines politischen Wandels unterbrachen.“ Er erwähnte, dass öffentliche Diskussionen im Zusammenhang mit politischen Reformen vor den Protesten auf dem Tiananmen-Platz stattgefunden hätten. Tang stellte fest, dass die Reformanstrengungen von Zhao Ziyang, Bao Tong und Chen Yizi erfolgreich gewesen wären, wenn die Niederschlagung nie stattgefunden hätte. Im Wesentlichen erlaubten die Proteste auf dem Platz des Himmlischen Friedens den Führern der kommunistischen Partei, wie Jiang Zemin, ihre Macht über die Partei, die Regierung und das Militär zu festigen.
Im selben Interview stellte Tang fest, dass Korruption, nicht politische Reform, das Hauptanliegen der Studenten-Demonstranten gewesen war. Er wies darauf hin, dass die Studenten sehen wollten, dass Hu Yaobang rehabilitiert werde und dass Sozialleistungen für Intellektuelle erhöht werden sollten. Tang meinte, dass Fragen der Demokratie und der Menschenrechte nur in den Endstadien der Proteste auf dem Platz des Himmlischen Friedens auftauchten und dann auch nur indirekt. Er bemerkte jedoch, dass aufgrund der Bewegung 1989, die chinesische Regierung größere wirtschaftliche, soziale und kulturelle Freiheiten gestattet hätte.

## 2009 in Queens tätlich angegriffen
Im Juli 2009 wurde Tang Baiqiao anscheinend unprovoziert von mehreren Männern in einer Karaoke-Bar in Flushing, dem Chinesenviertel von Queens in New York, USA angegriffen. Tang erlitt Verletzungen an seinem Gesicht und seiner Hand. Er behauptete, dass der Angriff von Agenten der Kommunistischen Partei Chinas inszeniert und ausgeübt wurde, höchstwahrscheinlich als Vergeltung wegen einiger Erklärungen, die er zur Verteidigung von Falun-Gong-Praktizierenden gemacht hatte, sowie seiner Unterstützung der Tuidang-Bewegung, die Chinesen ermutigt aus der Kommunistischen Partei auszutreten. Tang gab zu, dass er frustriert darüber gewesen sei, dass die Strafverfolgungsbehörde der USA nicht davon überzeugt war, dass die Angriffe aus kommunistischen Quellen stammten. Tangs Behauptung wurde niemals unabhängig überprüft.
Tangs Version der Ereignisse wurde von mehreren New Yorker Führern der chinesischen Demokratiebewegung unterstützt. Er gab im Juli 2009 eine Pressekonferenz am Capitol Hill in Washington, D.C. Er verurteilte die Angriffe und nannte sie ein ähnliches Ereignis wie das im Jahr 2008, als ein Pöbel von bis zu 600 Personen Falun-Gong-Anhänger, die in einem Stadtzentrum einer Nachbarschaftsgemeinde ehrenamtlich tätig waren, körperlich angriffen und beschimpften.

## Veröffentlichungen
- mit Robin Munro: Anthems of Defeat: Crackdown in Hunan Province 1989–1992. Human Rights Watch, New York 1992, ISBN 1-56432-074-X.
- mit Damon DiMarco: My Two Chinas: The Memoir of a Chinese Counterrevolutionary. Prometheus Books, Amherst 2011, ISBN 978-1-61614-445-6.